# Dieunomia heteropoda
Dieunomia heteropoda is een vliesvleugelig insect uit de familie Halictidae. De wetenschappelijke naam van de soort is voor het eerst geldig gepubliceerd in 1824 door Say.